# Dendrophyllia alternata
Espèce
Statut CITES
Dendrophyllia alternata est une espèce de coraux appartenant à la famille des Dendrophylliidae.